# Federação de Ginástica dos Estados Unidos
A Federação de Ginástica dos Estados Unidos, em inglês chamada U.S Gymnastic, é a entidade responsável pela organização dos eventos e representação dos atletas e juízes das modalidades da ginástica nos Estados Unidos. Formada pelos membros da assembleia geral, da direção e dos conselhos, a Federação é associada a FIG.